# 蒜香藤
蒜香藤（学名：Mansoa alliaceum），又名張氏紫薇或紫鈴藤，为紫葳科蒜香藤属下的一个熱帶藤本植物物种。属名Pseudocalymma来源于希腊语pseudo（假的）和calymma（覆盖物）的合成词；种名alliaceum意为像大蒜的（Allium为石蒜科下的一属）。

## 分佈
本物種原生於南美洲北部的亞馬遜雨林，但已擴散至中美洲及巴西。在亞馬遜雨林生活的麥士蒂索人稱呼這種植物為ajo sacha，意思就是「野蒜」。
本物種由於入侵性低，所以常被當作觀賞用植物而出口到其他地區，例如：波多黎各、南部非洲、印度、日本、台灣及香港。在西印度群島有專門種植本物種的場所。

## 形態描述

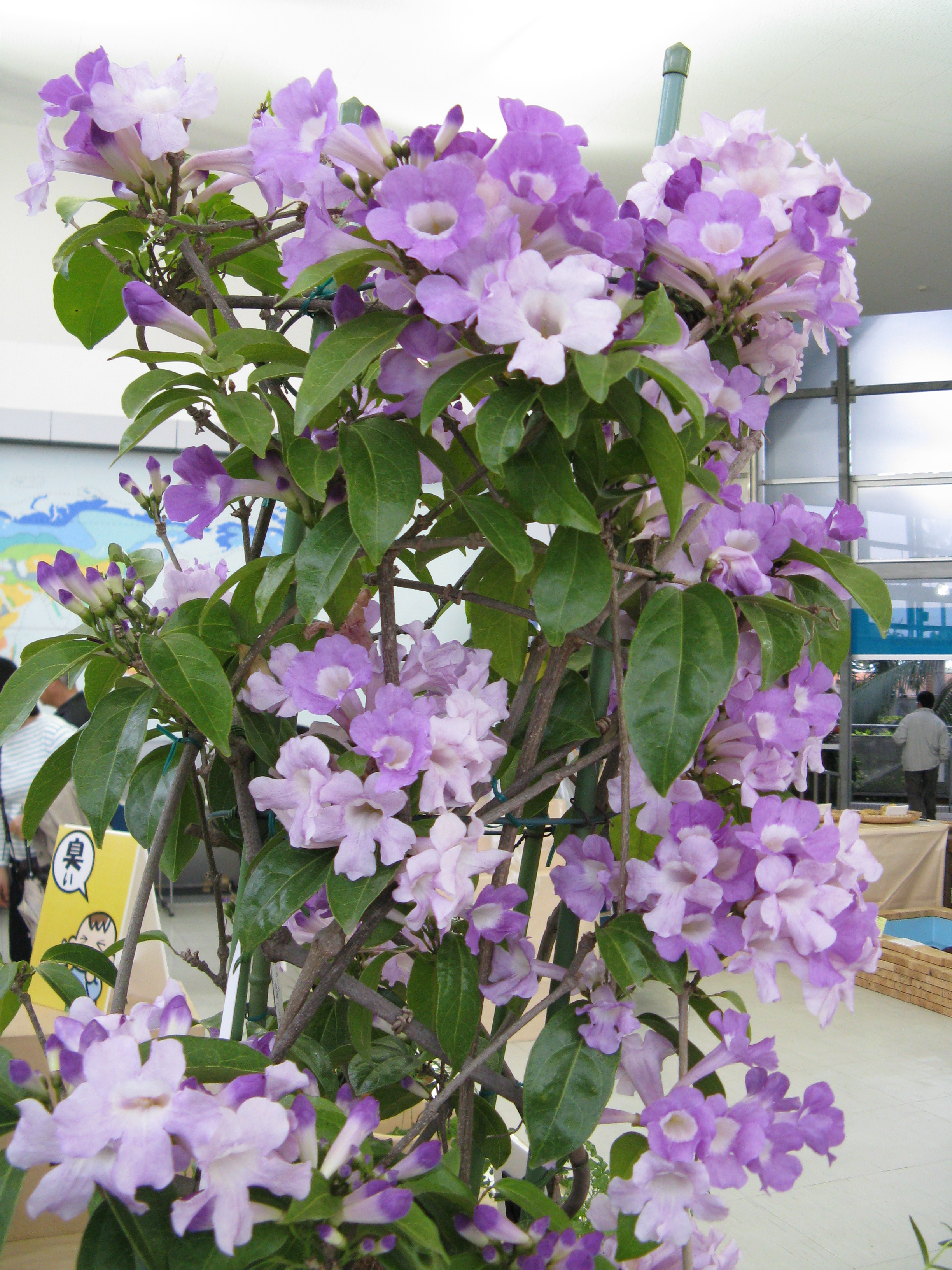
一株在日本大阪市鶴見区花博記念公園鶴見緑地内的咲くやこの花館植物園種植的蒜香藤。

花紫色到淺紫色，喇叭形，有五瓣。本物種的花叢生，而且葉形呈長卵形，成為了分辨其他物種與蒜香藤的一個指標。
一年四季皆有零星的開花，但全株盛的開花期約在秋冬之際(九月至12月)，但亦有時一年盛開兩次。
葉片有蒜香名，而這亦是本物種中文名稱及學名的由來。

## 參看
- Mansoa difficilis（英语：Mansoa difficilis）
- Mansoa hymenaea（英语：Mansoa hymenaea）
- Mansoa verrucifera（英语：Mansoa verrucifera）

## 外部連結
- 維基物種上的相關：蒜香藤